# Ahmed II.
Ahmed II. (osmanskoturško احمد ثانى, latinizirano: Aḥmed-i sānī) je bil 21. sultan Osmanskega cesarstva, ki je vladal od leta 1691 do 1695, * 25. februar 1643 ali 1. avgust 1642, Konstantinopel, Osmansko cesarstvo,  † 6. februar 1695, Edirne, Osmansko cesarstvo. 

## Mladost
Ahmed II. je bil sin sultana Ibrahima I. in Muazzsez Sultan. Med vladanjem njegovih starejših  bratov Mehmeda IV. in Sulejmana II. je bil skoraj 43 let zaprt v kafesu.

## Vladanje
Ahmed II. je večino svojega vladanje posvetil vojnam proti Habsburžanom in z njimi povezano zunanjo politiko ter vladnimi in gospodarskimi vprašanji. Med slednjimi je bila najpomembnejša uvedba doživljenjskega zakupa (malikane). Po ponovni osvojitvi Beograda med vladanjem njegovega predhodnika Sulejmana II. se je severna meja Osmanskega cesarstva pomaknila na Donavo. Reka je preprečevala prodiranje Habsburžanov na jug in hkrati prodiranje Osmanskega cesarstva na sever. Vsi tovrstni osmanski poskusi so bili neuspešni. 
Med največje značilnosti Ahmedovega vladanja je bilo zanašanje na  Köprülüzade Fazıl Mustafa Pašo, katerega je po prihodu na prestol imenoval za velikega vezirja. Fazıl Mustafa Paša je bil iz slavne družine velikih vezirjev Köprülü. Bil je zelo sposoben administrator in vojaški poveljnik. Tako kot pred njim njegov oče Köprülü Mehmed Paša, veliki vezir od leta 1556–1561, je tudi on odstranil in usmrtil več deset podkupljivih državnih uradnikov iz prejšnjega režima in jih zamenjal s svojimi. Obnovil je davčni sistem in ga prilagodil zmožnostim davkoplačevalcev, ki so jih prizadele zadnje vojne. Reformiral je tudi mobilizacijo vojske in povečal nabor nabornikov, ki so bili na voljo vojski, tako da je vanje vključil plemena na Balkanu in v Anatoliji. Oktobra 1690 je ponovno osvojil Beograd, ključno trdnjavo, ki je obvladovala sotočje Donave in Save. Beograd, ki je bil osmanski od leta 1521, so leta 1688 ponovno osvojili Habsburžani.
Zmaga Fazila Mustafa Paše v Beogradu je bil velik vojaški dosežek, ki je dal Osmanom upanje, da se bo obrnili tok porazov v 1680. letih, v katerih so izgubili Ogrsko in Transilvanijo z njim podložnimi ogrskimi knezi. Osmanski uspehi so bili kratkotrajni. 19. avgusta 1691 je Fazıl Mustafa Pasha doživel uničujoč poraz v bitki pri Slankamnu severozahodno od Beograda. V bitki je zmagal Ludvik Wilhelm Badenski,  vrhovni habsburški  poveljnik na Ogrskem, ki si je z zmago prislužil vzdevek »Turški Ludvik« (Türkenlouis). Bitka se je v tistem času štela za eno od »najbolj krvavih v tem stoletju«. Osmani so v bitki izgubili 20.000 vojakov in velikega vezirja. Sultan je z vezirjevo smrtjo izgubil svojega najsposobnejšega vojaškega poveljnika in zadnjega člana družine Köprülü, ki je bila v zaslužna za utrditev osmanske vojske.
Pod Fazil Mastafa Paševimi nasledniki je Osmansko cesarstvo utrpelo še več porazov. Junija 1692 so Habsburžani osvojili Veliki Varadin (Oradea, Romunija), od leta 1660 sedež osmanskega guvernerja (beglerbeg). Osmani so leta 1694 poskušali osvojiti izgubljeno mesto, vendar jim to ni uspelo. 12. januarja 1695 so morali predati trdnjavo Gyula, središče osmanskega sandžaka od leta 1566. S padcem Gyule je v osmanskih rokah ostalo samo še ogrsko ozemlje vzhodno od Tise in južno od  Marosa s sedežem v Temišvaru. 
Tri tedne kasneje je Ahmed II. umrl v svoji palači v Edirnu. Nasledil ga je Mustafa II., sin Mehmeda IV.

## Družina
Ahmedova žena je bila Rabija Sultan, s katero je imel sinova
- Ibrahima, od leta 1703 kronskega princa Osmanskega cesarstva, in njegovega dvojčka
- Selima

in hčerko
- Asije Sultan.